# الفوخاری
ال-فوخاری یک شهرک در فلسطین است.

## خصوصیات
ال-فوخاری ۵٬۵۳۹ نفر جمعیت دارد.